# منهاست (نیویورک)
منهاست (به انگلیسی: Manhasset) یک منطقهٔ مسکونی در ایالات متحده آمریکا است که در شهرستان ناساو، نیویورک واقع شده‌است. منهاست ۶٫۳ کیلومتر مربع مساحت و ۸٬۰۸۰ نفر جمعیت دارد و ۲۹ متر بالاتر از سطح دریا واقع شده‌است.